# Não người
Não người là cơ quan trung tâm của hệ thần kinh con người, và cùng với tủy sống kiến tạo nên hệ thần kinh trung ương. Nó được chia làm 3 phần chính là đại não, thân não và tiểu não. Bộ não điều khiển hầu hết các hoạt động của cơ thể nhờ chức năng xử lý, tích hợp, điều phối các thông tin nhận được từ hệ giác quan rồi gửi chỉ dẫn tương ứng đến các cơ quan trên cơ thể. Bộ não được bao bọc bởi khối xương sọ trên đầu.
Đại não chiếm phần lớn kích thước não người và được cấu thành từ 2 bán cầu não. Mỗi bán cầu có phần lõi chứa chất trắng và phần bề mặt (gọi là vỏ đại não) chứa chất xám. Lớp bên ngoài của vỏ não được gọi là tân vỏ, còn lớp bên trong được gọi là vỏ nguyên thủy. Tân vỏ não lại được tạo thành từ 6 lớp tế bào thần kinh, còn vỏ não nguyên thủy được tạo thành từ 3 hoặc 4 lớp. Mỗi bán cầu được chia thành bốn thùy theo quy ước, đó là: thùy trán, thùy thái dương, thùy đỉnh và thùy chẩm. Thùy trán đảm nhận các chức năng điều hành bao gồm tự chủ, hoạch định, lý luận và tư duy trừu tượng, trong khi thùy chẩm chỉ có vai trò liên quan đến thị giác. Tại mỗi thùy, các vùng vỏ não được liên kết với các chức năng cụ thể, chẳng hạn như vùng vỏ cảm giác, vỏ vận động và vỏ liên hệ. Mặc dù nhìn chung bán cầu trái và phải tương tự nhau về hình dạng và chức năng, song một số chức năng được phân công cho một bên nhất định, chẳng hạn như khả năng ngôn ngữ ở bên trái và khả năng thị giác-không gian ở bên phải. Hai bán cầu não nối liền với nhau bởi các bó thần kinh mép, với bó lớn nhất có tên là thể chai.
Thân não là phần trung gian nối liền đại não với tủy sống. Thân não được chia thành 3 phần chính là trung não, cầu não và hành não. Tiểu não ghép với thân não thông qua 3 bó thần kinh cuống tiểu não giữa. Bên trong đại não có hệ thống các thất, bao gồm 4 thất thông nhau có thể tiết ra và lưu thông dịch não tủy. Dưới vỏ não có nhiều cấu trúc quan trọng, bao gồm đồi thị, vùng trên đồi, tuyến tùng, vùng trước đồi, tuyến yên và vùng dưới đồi; hệ viền, bao gồm hạch hạnh nhân và hồi hải mã; nhân trước tường, bao gồm các nhân của hạch nền; các cấu trúc não trước cơ bản, và 3 cơ quan quanh não thất. Các tế bào tạo nên não bao gồm nơ-ron và các tế bào thần kinh đệm hỗ trợ. Có hơn 86 tỷ nơ-ron và một số lượng tương đương các tế bào loại khác trong não. Não hoạt động được nhờ sự liên kết của các nơ-ron và sự giải phóng các chất dẫn truyền thần kinh đáp ứng các xung thần kinh. Các nơ-ron kết nối tạo thành những đường dẫn thần kinh, mạch thần kinh và hệ mạng lưới thần kinh phức tạp.
Não được bảo vệ bởi hộp sọ, nổi lơ lửng trong chất lỏng gọi là dịch não tủy, và được cách ly khỏi hệ tuần hoàn nhờ hàng rào máu não. Tuy có nhiều lớp bảo vệ như vậy, não vẫn dễ bị nhiễm bệnh, nhiễm trùng hoặc chịu tổn thường từ sự va đập mạnh hoặc chứng tai biến mạch máu não. Não dễ bị mắc phải các chứng rối loạn thoái hóa, chẳng hạn như bệnh Parkinson, bệnh đa xơ cứng và các bệnh sa sút trí tuệ như Alzheimer. Những loại bệnh tâm thần, kiểu như tâm thần phân liệt và trầm cảm lâm sàng, có vẻ liên quan đến các rối loạn chức năng não. Các khối u lành tính lẫn ác tính đều có thể xuất hiện ở não; song chúng thường là những di căn lây lên não từ các khu vực khác trên cơ thể.
Ngành nghiên cứu cấu trúc của não được gọi là giải phẫu thần kinh; còn ngành nghiên cứu chức năng của não được gọi là khoa học thần kinh. Các nhà khoa học  vận dùng nhiều kỹ thuật khác nhau để nghiên cứu não bộ; chẳng hạn như nghiên cứu các mẫu vật não lấy từ động vật rồi đối chiếu chúng với não người. Các công nghệ hình ảnh y khoa như các loại chụp ảnh thần kinh chức năng và điện não đồ (EEG) đóng vai trò rất lớn trong công cuộc khám phá bộ não. Ngoài ra, bệnh sử của những người bị chấn thương sọ não cũng đã cung cấp cho ta những cái nhìn sâu sắc về chức năng của từng phần não. Ngành nghiên cứu não bộ đã và đang tiếp tục phát triển, trải qua các giai đoạn triết học, thực nghiệm và lý thuyết. Một giai đoạn mới trong khoa học thần kinh dường như đang manh nha xuất hiện, đó là mô phỏng hoạt động của não.
Trong văn hóa, triết học về tâm trí qua nhiều thế kỷ đã cố gắng giải quyết câu hỏi về bản chất của ý thức và vấn đề tâm-vật. Vào thế kỷ 19 từng có ngành giả khoa học rất thịnh hành mang tên não tướng học, những môn đồ của nó cho rằng hình dạng não quyết định tính cách con người. Trong khoa học viễn tưởng, việc cấy ghép não lần đầu tiên được nhắc đến trong các tác phẩm như Donovan's Brain năm 1942.

## Cấu trúc

### Giải phẫu đại thể

Quét MRI não của một cá nhân

Bộ não một người trưởng thành có khối lượng trung bình trong khoảng từ 1,2-1,4 kg (2,9-3,1 lb), chiếm 2% tổng khối lượng cơ thể, và có thể tích vào khoảng 1.130 cm3 ở người nữ và 1.260 cm3 ở người nam. Khối lượng biến thiên đáng kể giữa từng cá nhân, với khoảng tham chiếu đối với người nam là  
1.180–1.620 g (2,60–3,57 lb) và đối với người nữ là 1.030–1.400 g (2,27–3,09 lb).
Đại não bao gồm hai bán cầu đại não và là thành phần lớn nhất của não, nằm bên trên các cấu trúc khác. Vùng bên ngoài của bán cầu não được gọi là vỏ não, chứa chất xám, được tạo nên từ các lớp tế bào nơron vỏ não. Mỗi bán cầu não được chia thành 4 thùy chính: thùy trán, thùy đỉnh, thùy thái dương và thùy chẩm. Một số tài liệu còn liệt kê thêm 3 thùy não nữa: thùy trung tâm, thùy viền và thùy đảo. Thùy trung tâm bao gồm hồi trước trung tâm và hồi sau trung tâm. Đôi khi thùy trung tâm được nhắc đến vì vai trò chức năng khá độc đáo của nó.
Thân não (hay cuống não) gắn với đại não ở phần đầu của não giữa. Thân não bao gồm 3 phần: não giữa, cầu não và hành não. Đằng sau thân não là tiểu não.
Đại não, thân não, tiểu não và tủy sống được bao phủ bởi 3 lớp màng não. Lớp màng ngoài cứng cáp được gọi là dura mater (màng cứng); lớp màng ngay giữa được gọi là arachnoid mater (màng nhện); và lớp màng trong mềm mỏng được gọi là pia mater (màng mềm). Giữa màng nhện và màng mềm là khoang dưới nhện và bể dưới nhện chứa dịch não tủy. Màng ngoài cùng của vỏ não (chính là màng đáy của pia mater) được gọi là giới hạn đệm (glia limitans), nó đóng vai trò rất quan trọng trong cấu trúc hàng rào máu não. Bộ não sống rất mềm dẻo, có kết cấu tương tự như một bìa đậu phụ. Các lớp tế bào thần kinh vỏ não tạo nên phần lớn chất xám, còn những sợi trục có bao myelin sâu dưới vỏ tạo nên chất trắng. Chất trắng chiếm gần một nửa tổng thể tích bộ não.

#### Đại não

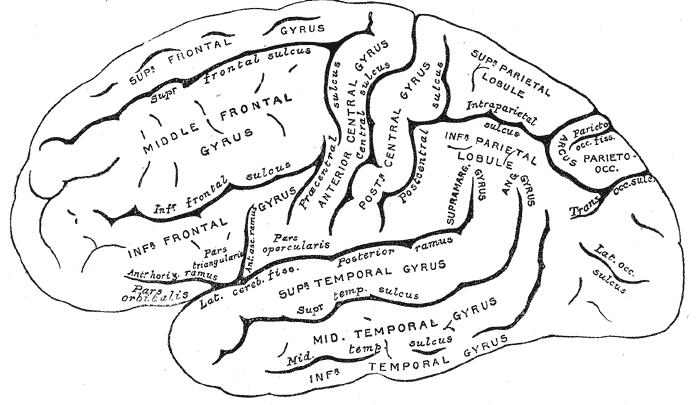
Các hồi và rãnh chính nằm trên bề mặt vỏ não nhìn từ phía bên

Các thùy não

Đại não được chia thành bán cầu trái và phải, gần như đối xứng hoàn toàn qua một rãnh dọc sâu. Tình trạng bất đối xứng giữa các thùy được các nhà thần kinh học gọi là petalia. Hai bán cầu não được nối với nhau bởi 5 sợi mép trải dài ở rãnh dọc, lớn nhất trong số đó là thể chai. Mỗi bán cầu được chia làm 4 thùy chính theo quy ước: thùy trán, thùy đỉnh, thùy thái dương và thùy chẩm; chúng được đặt theo tên các xương sọ bọc quanh chúng. Mỗi thùy não đảm nhận từ 1-2 chức năng chuyên biệt mặc dù có thể trùng lẫn nhau. Bề mặt của não gấp thành các hồi (gyrus) và các nếp/rãnh (sulcus), nhiều trong số đó được đặt tên theo vị trí của chúng, chẳng hạn như hồi trán hoặc rãnh trung tâm. Nhiều biến thể nhỏ xuất hiện ở các nếp gấp thứ hai và thứ ba.
Bề ngoài của đại não được gọi là vỏ não, gồm các lớp chất xám xếp chồng lên nhau. Nó dày từ 2-4 milimét (0,079 đến 0,157 in) và gấp sâu thành các nếp khiến cho nó có vẻ nhăn nheo. Bên dưới vỏ não là chất trắng đại não. Vỏ não lớn nhất là tân vỏ não, được kiến tạo từ 6 lớp tế bào thần kinh. Số còn lại đều là vỏ não nguyên thủy, được kiến tạo từ 3 hoặc 4 lớp tế bào thần kinh.
Vỏ não được chia thành khoảng 50 vùng chức năng gọi là các vùng Brodmann. Những vùng này trông khác hẳn nhau khi được nhìn dưới kính hiển vi. Các vùng vỏ não được chia thành 2 loại chính theo chức năng: vỏ não vận động và vỏ não cảm giác. Vỏ não vận động chính nằm ở phía sau thùy trán và ngay trước vùng cảm giác thân thể, có khả năng gửi tín hiệu qua các sợi trục xuống các nơron vận động trong thân não và tủy sống. Các khu vực cảm giác chính nhận tín hiệu từ các dây thần kinh cảm giác và các bó thần kinh cảm giác thông qua các trạm chuyển tiếp nhân của đồi thị. Các khu vực cảm giác chính bao gồm vỏ não thị giác thuộc thùy chẩm, vỏ não thính giác thuộc thùy thái dương và vỏ não đảo, và vỏ não cảm giác thuộc thùy đỉnh. Những vùng còn lại của vỏ não được gọi là các vùng liên kết. Chúng tiếp nhận tín hiệu đầu vào từ các vùng cảm giác và những phần dưới của não, đồng thời tham gia các quá trình nhận thức phức tạp như tri giác, tư duy và ra quyết định. Thùy trán có nhiệm vụ kiểm soát sự chú ý, suy nghĩ trừu tượng, hành vi, cách giải quyết vấn đề, các phản ứng thể chất và tính cách ở người. Thùy chẩm là thùy não nhỏ nhất; đảm nhận chức năng tiếp nhận hình ảnh, xử lý hình ảnh-không gian, chuyển động và nhận dạng màu sắc. Bên trong thùy chẩm có một tiểu thùy gọi là chêm (cuneus). Thùy thái dương kiểm soát ký ức thính giác và ký ức thị giác, ngôn ngữ, cũng như một số chức năng liên quan đến thính giác và lời nói.

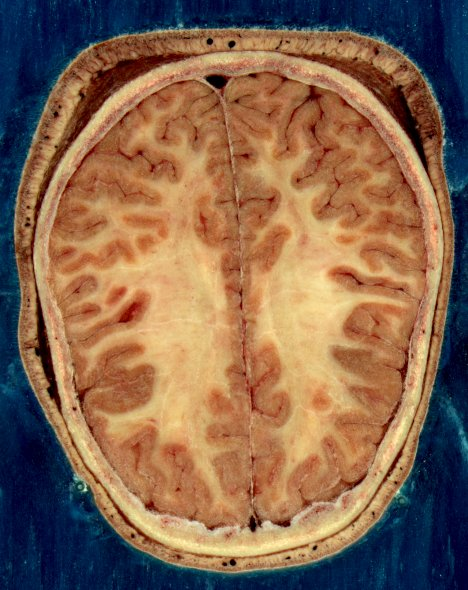
Các nếp vỏ não và chất trắng (cắt bộ não theo bề ngang)

Bên trong đại não có các thất, nơi sản xuất và lưu thông dịch não tủy. Bên dưới thể chai là vách thông suốt (septum pellucidum) ngăn cách các não thất bên. Bên dưới các não thất bên là đồi thị. Phần bên dưới về phía trước của đồi thị được gọi là vùng dưới đồi. Vùng dưới đồi dẫn đến tuyến yên. Đằng sau đồi thị là thân não.
Các hạch nền (hay nhân nền) là một tập hợp các cấu trúc nằm sâu bên trong hai bán bán cầu não, tham gia vào chức năng điều chỉnh hành vi và cử động. Thành phần lớn nhất của hạch nền là thể vân, cùng các thành phần khác bao gồm cầu nhạt (globus pallidus), liềm đen (subsantia nigra) và nhân dưới đồi. Thể vân được chia thành phần bụng và phần lưng. Thể vân bụng bao gồm nhân nằm và củ khứu còn thể vân lưng bao gồm nhân đuôi và nhân vỏ hến. Bao trong cách ly nhân vỏ hến và cầu nhạt khỏi não thất bên và đồi thị. Nhân đuôi tiếp giáp và quấn quanh phần ngoài của não thất bên. Một tấm tế bào thần kinh mỏng,  gọi là nhân trước tường, nằm ở khe sâu nhất của rãnh Synvius giữa vỏ não đảo và thể vân.
Một số cấu trúc não trước cơ bản nằm bên dưới chếch về phía trước thể vân. Chúng bao gồm nhân trám, dải chéo Broca, liềm vô danh (subsantia innominata), và nhân vách giữa. Những cấu trúc này đóng vai trò quan trọng trong quá trình sản xuất chất dẫn truyền thần kinh và acetylcholine, để rồi được phát tán khắp não bộ. Não trước cơ bản nói chung và nhân trám nói riêng được coi là đầu ra cholinergic chính của hệ thần kinh trung ương, hóa chất mà được truyền đến thể vân và tân vỏ não.

#### Tiểu não

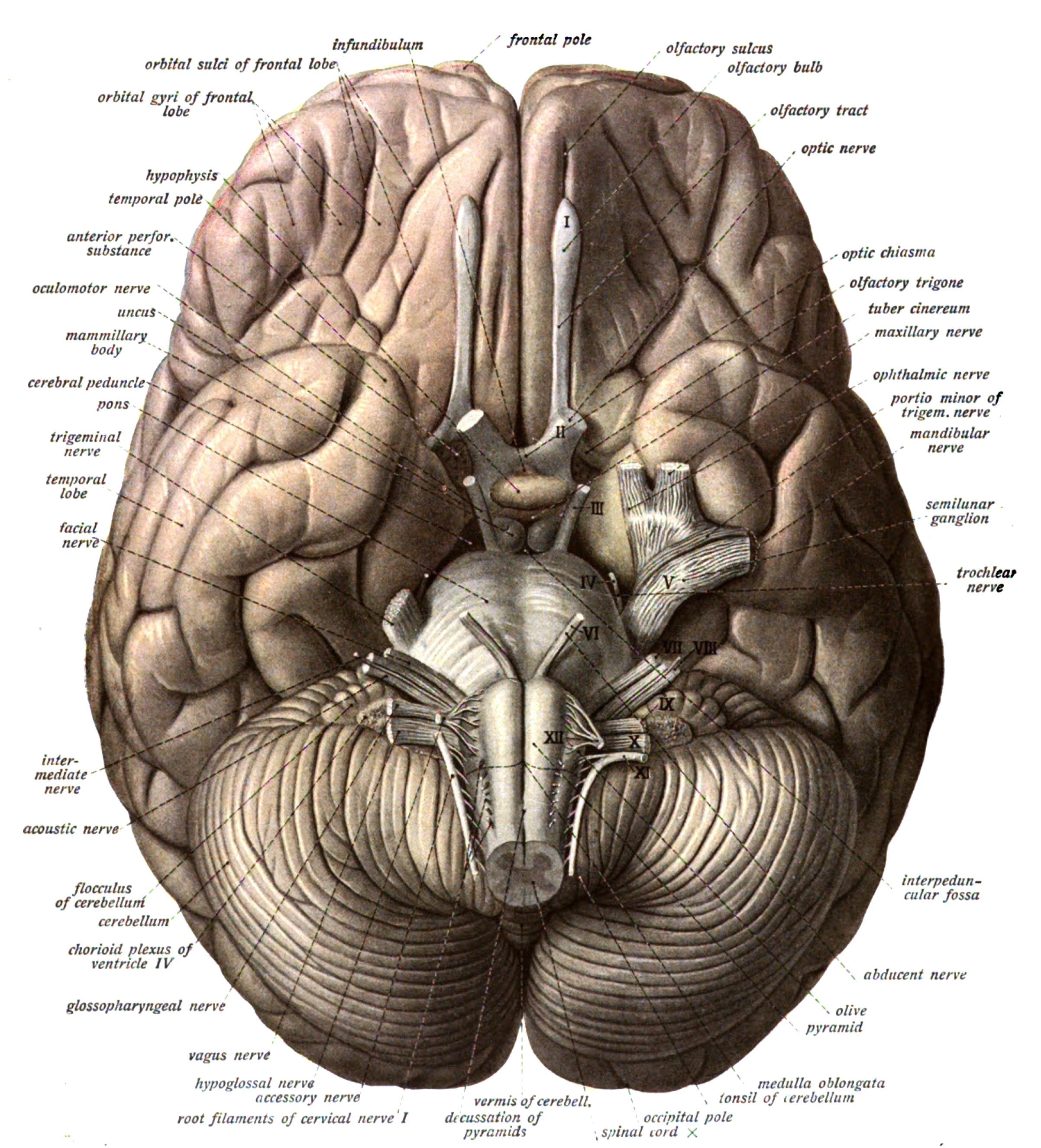
Não người nhìn từ dưới lên, có thể thấy thân não và tiểu não

Tiểu não được chia thành 3 thùy: thùy trước, thùy sau và thùy nhung nốt. Thùy trước và sau được nối với nhau bởi nhộng. Vỏ tiểu não mỏng hơn vỏ đại não, tạo thành các rãnh hẹp ngang cong. Thùy nhung nốt nằm dưới phần giữa của thùy trước và sau. Tiểu não nằm ở phía sau khoang sọ, bên dưới cặp thùy chẩm, song chúng không gắn với nhau do bị lều tiểu não ngăn cách.
Tiểu não kết nối với thân não thông qua 3 cặp bó thần kinh gọi là cuống tiểu não. Cuống trên nối với não giữa; cuống giữa nối với hành tủy, và cuống dưới nối với cầu não. Phần tủy bên trong tiểu não chứa chất trắng còn phần vỏ tiểu não nhiều nếp gấp chứa chất xám. Thùy trước và sau của tiểu não dường như có nhiệm vụ điều phối và làm trơn tru các động tác cơ thể phức tạp, còn thùy nhung nốt có vẻ liên quan đến chức năng duy trì thăng bằng, mặc dù chức năng chính xác của chúng vẫn đang bị bàn cãi.

#### Thân não
Thân não nằm dưới đại não, bao gồm 3 phần: não giữa, cầu não và hành não. Nó nằm về phía sau hộp sọ trên mặt dốc (clivus) và kết thúc ở lỗ lớn (foramen magnum) của xương chẩm. Thân não nối xuống tủy sống, được bao bọc bởi cột sống.
10/12 cặp dây thần kinh sọ bắt nguồn trực tiếp từ thân não. Thân não có nhiều nhân thần kinh sọ và nhân thần kinh ngoại biên, cũng như các nhân liên quan đến khả năng điều hòa các cử động thiết yếu như hít thở, vận nhãn và thăng bằng. Cấu tạo lưới, một mạng lưới các nhân tụ tập không theo dạng hình cụ thể, nằm bên trong và dọc chiều dài của thân não. Thân não là giao lộ của nhiều bó thần kinh dẫn truyền thông tin qua lại giữa vỏ não và phần còn lại của cơ thể.

### Giải phẫu vi mô
Bộ não chủ yếu được kiến tạo bởi các nơron, các tế bào thần kinh đệm, các tế bào gốc thần kinh và các mạch máu. Nơron ở não người có 4 loại chính, đó là: nơron trung gian, tế bào hình tháp bao gồm tế bào Betz, nơron vận động (trên và dưới), và tế bào Purkinje tiểu não. Tế bào Betz là loại lớn nhất (theo kích thước thân tế bào) thuộc hệ thần kinh. Ước tính cho rằng não người trưởng thành sở hữu khoảng 86 ± 8 tỷ nơron cùng một số lượng gần tương đương (85 ± 10 tỷ) các loại tế bào khác-nơron. Trong số các nơron đó, 16 tỷ (19%) phân bố ở vỏ não và 69 tỷ (80%) phân bố ở tiểu não.
Tế bào thần kinh đệm có nhiều loại: hình sao (bao gồm tế bào TK đệm Bergmann), oligodendrocyte, tế bào lót khoang não-tủy sống (bao gồm cả tế bào tanycyte), hình tia, tiểu thần kinh đệm và một phụ loại của tế bào oligodendrocyte kề cận. Tế bào hình sao lớn nhất trong số các tế bào thần kinh đệm. Chúng thuộc nhóm những tế bào dạng sao (stellate cell) bởi lẽ chúng tỏa ra những mấu trông giống ngôi sao. Một số mấu kết thúc dưới dạng chân-cuối quanh trên thành mao mạch. Các glia limitans của vỏ não được tạo thành từ các mấu chân tế bào hình sao, góp phần ngăn chứa các tế bào của não.
Tế bào bón là loại bạch cầu có khả năng tương tác với hệ miễn dịch thần kinh trong não. Các tế bào bón thuộc hệ thần kinh trung ương cư ngụ ở nhiều cấu trúc như màng não; chúng điều đình các phản ứng miễn dịch thần kinh ví dụ như viêm sưng và củng cố hàng rào máu-não, nhất là ở những vùng não thiếu hàng rào đó. Các tế bào bón ở những nơi khác trên cơ thể có chức năng chung tương tự, chẳng hạn như ảnh hưởng hoặc điều hòa sự dị ứng, sự miễn dịch thích ứng và bẩm sinh, sự tự miễn, và viêm sưng. Tế bào bón đóng vai trò phản ứng kích thích chính, thông qua đó mà các mầm bệnh có thể tác động đến sự ra tín hiệu hóa-sinh qua lại giữa đường dạ dày ruột người và hệ thần kinh trung ương.
Khoảng 400 gen đã được chứng minh độc nhất ở não. Gen ELAVL3 được biểu hiện ở mọi loại tế bào thần kinh, ngoài ra ở các tế bào thần kinh hình tháp thì gen NRGN và REEP2 cũng được biểu hiện. Gen GAD1 - rất cần thiết cho quá trình tổng hợp chất dẫn truyền thần kinh GABA - được biểu hiện trong các tế bào thần kinh trung gian. Các protein được biểu hiện trong tế bào thần kinh đệm bao gồm các chỉ thị tế bào hình sao như GFAP và S100B, trong khi protein cơ bản myelin và yếu tố phiên mã OLIG2 được biểu hiện ở các tế bào oligodendrocyte.

### Dịch não-tủy

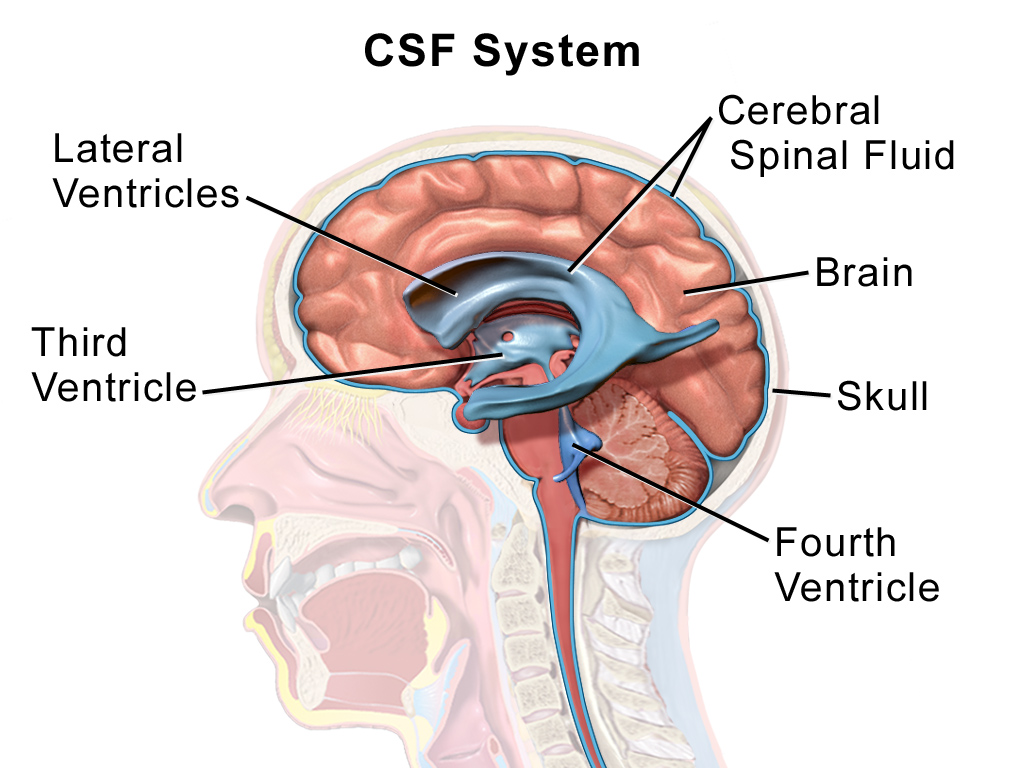
Dịch não-tủy lưu thông ở khoảng bao quanh bên trong não

Dịch não tủy là một chất lỏng ngoại bào trong suốt, không màu, lưu thông quanh não trong khoang dưới nhện (subarachnoid space), trong hệ não thất, và trong ống nội tủy. Nó cũng lấp đầy một số khoảng trống trong khoang dưới nhện, được gọi là bể chứa dưới nhện. Bốn não thất (cặp thất bên, một thất thứ ba và một thất thứ tư) đều chứa một đám rối mạch mạc sản xuất dịch não tủy. Não thất thứ ba nằm ở đường giữa, nối với các thất bên. Kênh dẫn Sylvius giữa cầu não và tiểu não là đường duy nhất nối thất thứ ba với thất thứ tư. Ba lỗ mở riêng biệt (một lỗ giữa và hai lỗ bên) dẫn dịch não tủy từ thất thứ tư ra bể lớn (cisterna magna), một trong những bể não chính. Từ đó, dịch não tủy lưu thông quanh não và tủy sống trong khoang dưới nhện, một khu vực nằm giữa màng nhện và màng mềm. Ở mọi thời điểm, tồn tại ít nhất 150mL dịch não tủy - hầu hết được chứa ở khoang dưới nhện. Chất lỏng này liên tục được tái tạo và hấp thụ, cứ 5–6 tiếng lại được thay mới một lần.
Hệ bạch huyết mới được các nhà khoa học mô tả, đóng vai trò là hệ thống dẫn lưu bạch huyết của não. Đường dẫn bạch huyết g toàn não bao gồm các đường dẫn lưu từ dịch não tủy và từ các mạch bạch huyết màng não liên hệ với các xoang màng cứng; nó chạy dọc các mạch máu não. Dịch mô kẽ của não theo đường dẫn đó mà được rút đi.

### Cung cấp máu
Các động mạch cảnh trong cung cấp máu giàu oxi cho phần não trước và các động mạch đốt sống cung cấp máu cho phần não sau. Hai mạch tuần hoàn này thông nhau và tạo nên vòng động mạch Willis, nằm trong bể gian cuống não giữa cầu não và trung não.
Các động mạch cảnh trong là các nhánh của động mạch cảnh chung. Chúng vào sọ bằng ống động mạch cảnh, đi qua xoang hang và tiến vào khoang dưới nhện. Sau đó, chúng hòa vào vòng động mạch Willis, với hai nhánh, các động mạch não trước trồi ra. Các nhánh này đi về phía trước rồi leo lên men theo rãnh đại não dọc, cung cấp máu cho phần trước và giữa của não. Một hoặc nhiều động mạch thông trước nhỏ nối với hai động mạch não trước ngay sau khi chúng trồi ra thành các nhánh. Các động mạch cảnh trong tiếp tục truyền về phía trước như các động mạch não giữa. Chúng di chuyển ngang dọc theo xương bướm của hốc mắt, sau đó vắt lên qua vỏ não đảo, nơi phát sinh các nhánh cuối cùng. Các động mạch não giữa tách thành các nhánh dọc theo chiều dài của chúng.

## Phát triển
Vào đầu tuần thứ ba của quá trình phát sinh phôi người, ngoại bì phôi hình thành một dải dày gọi là mảng thần kinh. Vào tuần thứ tư của quá trình phát sinh, mảng thần kinh dãn ra rồi hình thành 3 phân đoạn: phần đầu rộng, phần giữa hẹp hơn và phần đuôi hẹp nhất. Những đoạn này phồng lên và được gọi là túi não nguyên thủy (primary brain vesicles). Chúng lần lượt đại diện cho não trước (prosencephalon), não giữa (mesencephalon) và não sau (rhombencephalon).
Các tế bào mào thần kinh (phát sinh từ ngoại bì) quần tụ ở các cạnh bên của mảng tại các nếp thần kinh. Vào tuần thứ tư, các nếp gấp thần kinh đóng lại để tạo nên ống thần kinh, nhờ đó mà các tế bào mào thần kinh chụm lại được tại mào thần kinh. Mào thần kinh chạy dọc chiều dài của ống thần kinh, với các tế bào mào thần kinh sọ nằm ở cuống đầu và các tế bào mào thần kinh đuôi nằm ở cuống đuôi. Các tế bào tách ra khỏi mào và di chuyển theo làn sóng từ đầu xuống đuôi bên trong ống. Cuối cùng, các tế bào ở cuống đầu tạo nên não còn các tế bào ở cuống đuôi tạo nên tủy sống.
Ống thần kinh uốn cong khi lớn lên, tạo thành hai bán cầu đại não hình lưỡi liềm. Bán cầu đại não xuất hiện lần đầu vào ngày 32 của phôi thai. Đầu tuần thứ tư, cuống đầu bẻ mạnh về phía trước, được gọi bằng thuật ngữ là nếp gấp đầu (cephalic flexure). Phần bẻ gập này trở thành não trước (prosencephalon); phần uốn cong liền kề trở thành não giữa (mesencephalon) còn cuống đuôi trở thành não sau (rhombencephalon). Những khu vực này được hình thành dưới dạng 3 đốt phồng, được gọi là các túi não nguyên thủy. Ở tuần phát triển thứ năm, 5 túi não thứ cấp hình thành. Não trước phân tách thành hai túi: đại não (telencephalon) trước và gian não (diencephalon) sau; đại não phái sinh vỏ não, hạch nền và các cấu trúc liên quan còn gian não phái sinh đồi thị và vùng dưới đồi. Não sau cũng phân tách thành hai khu vực: tiền trám não (metencephalon) và não tủy (myelencephalon); tiền trám não phái sinh tiểu não và cầu não còn não tủy phái sinh hành não. Cũng trong tuần thứ năm, não phân chia thành các đoạn lặp lại gọi là khúc thần kinh (neuromere). Ở não sau, chúng được gọi là khúc thần kinh hình thoi (rhombomere).
Một đặc trưng của não là sự gấp khúc của vỏ não, được hình thành bởi hiện tượng hồi hóa (gyrification). Trong hơn 5 tháng phát triển trước khi sinh, vỏ não người không có nếp nhăn. Khi thai nhi được 24 tuần tuổi, hình thái nhăn nheo bắt đầu xuất hiện và có thể thấy các rãnh não và thùy não khá rõ ràng. Lý do tại sao vỏ não trở nên nhăn nheo như vậy vẫn chưa sáng tỏ, song quá trình hồi hóa có liên quan đến các rối loạn thần kinh và trí thông minh, và rất nhiều giả thuyết về sự hồi hóa đã được đề xuất. Những giả thuyết này bao gồm: sự vênh cơ học, lực căng dọc trục, và giãn nở tiếp tuyến sai phân. Điều rõ ràng là quá trình hồi hóa không phải ngẫu nhiên mà là một quá trình phát triển phức tạp đã được tiên định, bằng chứng là nếp nhăn nhất quán giữa các cá thể và ở hầu hết các loài.

## Chức năng

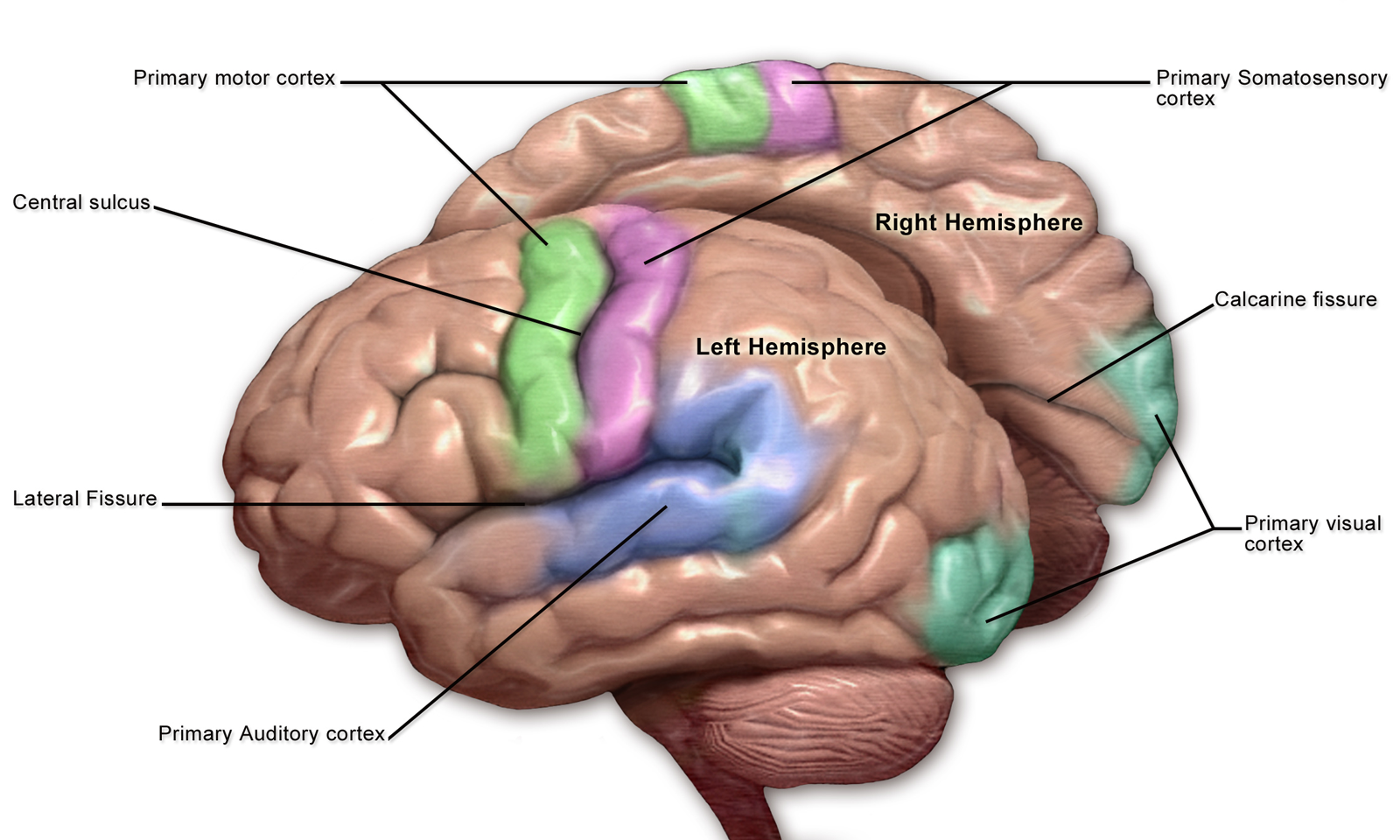
Các khu vực vận động và nhận cảm của não bộ

### Vận động
Thùy trán tham gia vào quá trình lý luận, kiểm soát vận động, cảm xúc và ngôn ngữ. Nó bao gồm vỏ não vận động, liên quan đến việc hoạch định và phối hợp chuyển động; vỏ não trước trán, chịu trách nhiệm cho hoạt động nhận thức cấp cao hơn; và vùng Broca, cần thiết cho sự sản xuất ngôn ngữ. Hệ vận động của não là trung tâm kích hoạt và kiểm soát chuyển động. Tín hiệu kích hoạt vận động đi từ não qua các dây thần kinh đến các nơron vận động trên cơ thể, những tế bào điều khiển hoạt động của các cơ. Bó thần kinh vỏ não-tủy truyền mệnh lệnh hoạt động của não, qua tủy sống, xuống phần thân và các chi. Các dây thần kinh sọ não truyền tín hiệu cử động liên quan đến mắt, miệng và mặt.

### Nhận cảm

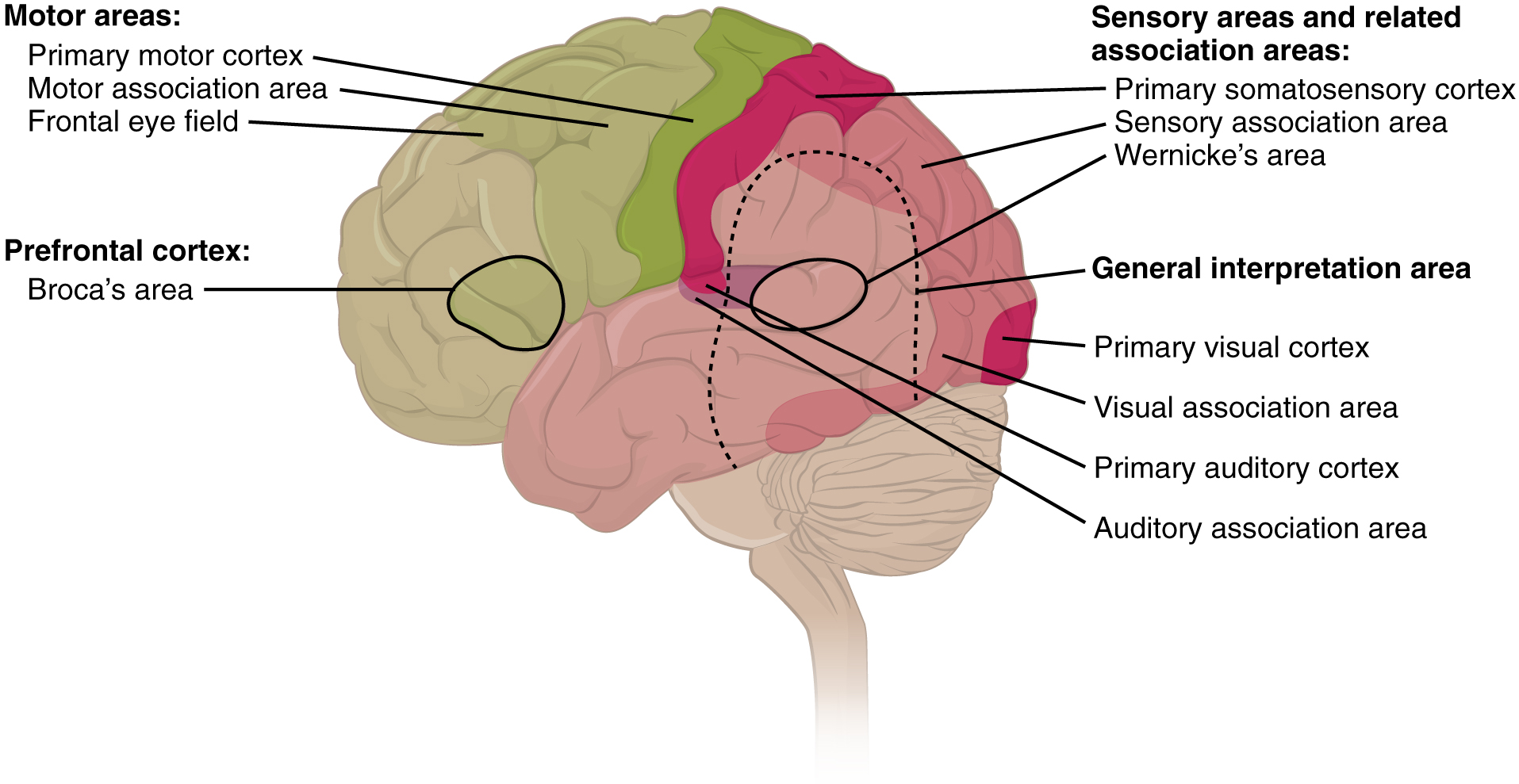
Các vùng vỏ não

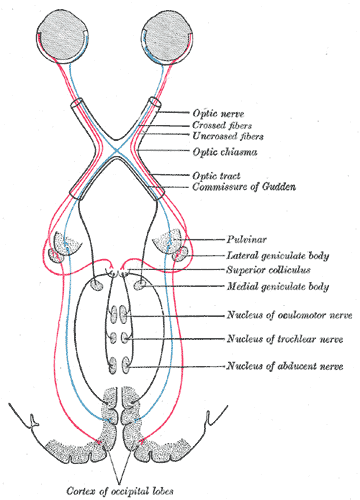
Các tuyến tín hiệu thần kinh bắt đầu từ hai nhãn cầu và kết thúc tại não bộ

Hệ thần kinh cảm giác đảm nhận việc tiếp nhận và xử lý thông tin cảm giác. Luồng thông tin này được tiếp nhận vởi các dây thần kinh sọ, thông qua các bó thần kinh trong tủy sống, và trực tiếp tại các trung tâm não tiếp xúc với máu. Bộ não cũng tiếp nhận và giải mã các thông tin tới từ các giác quan đặc biệt bao gồm thị giác, khứu giác, thính giác và vị giác. Ngoài ra, các tín hiệu vận động-cảm giác hỗn hợp cũng được tích hợp.
Não nhận các thông tin về xúc giác, áp lực, cảm giác đau, rung chuyển và nhiệt độ từ da. Não nhận thông tin về vị trí khớp thông qua các khớp xương. Vỏ não cảm giác nằm ngay kế bên vỏ não vận động, và giống như vỏ não vận động, vỏ não cảm giác cũng có các khu vực liên quan đến cảm giác từ nhiều bộ phận khác trên cơ thể. Thông tin cảm giác được thu thập bởi các thụ thể cảm giác trên da; sau đó nó biến đổi thành tín hiệu thần kinh truyền đến một loạt các tế bào thần kinh qua các bó bên trong tủy sống. Đường dẫn liềm lưng cột-giữa (dorsal column–medial lemniscus pathway) chứa thông tin về cảm giác sờ tinh (fine touch), độ rung và vị trí các khớp. Các sợi dẫn truyền hướng lên dọc phần lưng của tủy sống đến phần sau của hành tủy, nơi chúng kết nối với các nơron bậc hai rồi ngay lập tức đi qua đường giữa. Sau đó, những sợi thần kinh đi tiếp lên phức hợp nhân bụng nền ở đồi thị, nơi chúng kết nối với các nơron bậc ba rồi lên tiếp đến vỏ não cảm giác. Bó gai-đồi mang tín hiệu liên quan đến cảm giác đau, nhiệt độ và cảm giác sờ thô (gross touch). Các sợi dẫn truyền đi lên dọc tủy sống và kết nối với các nơron bậc hai tại cấu tạo lưới của vùng thân não dành cho cảm giác đau và nhiệt độ, và cũng kết thúc tại phức hợp nhân bụng nền của đồi thị danh cho cảm giác sờ thô.
Thị giác được tạo ra bởi ánh sáng đập vào võng mạc mắt. Các tế bào cảm quang tại võng mạc biến đổi cảm giác sáng thành tín hiệu thần kinh điện được gửi lên vỏ não thị giác tại thùy chẩm. Các tín hiệu thị giác rời khỏi võng mạc được truyền đi bởi các dây thần kinh thị giác. Các sợi thần kinh thị giác nửa bên mũi của võng mạc bắt chéo sang bên đối diện kết hợp với các sợi nửa bên thái dương của võng mạc và tạo thành các bó thị giác. Sự sắp xếp các đường dẫn thị giác khiến cho tầm nhìn thị trường bên trái được tiếp nhận bởi nửa bên phải của mỗi võng mạc, và được xử lý bởi vỏ não thị giác bên phải, và ngược lại. Các bó thị giác nối với não tại hạch nhân khuỷu, và đi qua bó gối cựa rồi mới đến vỏ não thị giác.